# أكسل مورير
أكسل مورير (بالنرويجية: Axel Maurer)‏ (و. 1866 – 1925 م) هو كاتب نرويجي، توفي عن عمر يناهز 59 عاماً.